# 海潮音 (1980年の映画)
『海潮音』（かいちょうおん）は、1980年9月20日公開の日本映画。
橋浦方人脚本・監督。荻野目慶子、池部良主演。シネマハウト、ATG製作。ATG配給。カラー／ビスタサイズ／127分。
北陸の海沿いの町のとある旧家を舞台に、行き倒れて記憶を失った女をめぐる大人たちの葛藤を、思春期の少女の視線で描く。

## スタッフ
- 製作者 - 佐々木史朗
- 監督・脚本 - 橋浦方人
- 撮影 - 瀬川浩
- 音楽 - 深町純
- 美術 - 池谷仙克
- 録音 - 本田孜
- 照明 - 岡本健一
- 編集 - 荒井真琴
- 助監督 - 矢野広成、榎戸耕史、平山陽之
- 記録 - 宮瀬淳子
- 音響効果 - 福島幸雄
- 製作担当 - 熊田雅彦
- タイトル - デン・フィルムエフェクト
- MA - 東京テレビセンター
- 現像 - 東洋現像所
- ロケ協力 - 門前町 (石川県)、穴水町、門前町黒島町旧角海家住宅
- 企画 - 多賀祥介
- プロデューサー - 佐々木啓

## キャスト
- 宇島伊代 - 荻野目慶子
- 宇島理一郎 - 池部良
- 宇島図世 - 浦辺粂子
- 女 - 山口果林
- 菊永征夫 - 泉谷しげる
- 吉井収子 - 上月左知子
- さちこ - 烏丸せつこ
- 淳治 - 近藤宏
- とし江 - ひし美ゆり子
- 電気屋の店員 - 亜湖
- 横尾光子 - 弓恵子
- 木村元、早川雄三、吉沢健　ほか